# Hexen aus der Vorstadt
Hexen aus der Vorstadt ist ein tschechischer Kinderfilm mit Fantasy-Charakter. Er erhielt beim 18. Internationalem Kinderfilmfestival in Frankfurt/Main (September 1992) sowohl den Preis der Jury des Internationalen Kinder- und Jugendfilmzentrums (ClFEJ), als auch den „LUCAS“ (Preis der Kinder- und Erwachsenenjury). Zudem gewann der Film den Publikumspreis „Rosaroter Propeller“ bei den Berliner Kinderkinotage 1992.

## Handlung
Die beiden sechsjährigen Freundinnen Petra und Veronika leben bei ihren quirligen und tierlieben Tanten Emma und Lida in einem Häuschen mit Garten. Dieses ist vom Abriss bedroht, da die örtliche Plattenbausiedlung ausgeweitet werden soll. Da finden die Mädchen im Garten ein Hexenbuch mit Rezepten für Zaubertränke. Als sie beginnen, damit herumzuexperimentieren, stiften sie eine Menge Chaos zu Haus und in der Stadt. Durch ihre plötzlichen Kräfte verschaffen sie sich die Aufmerksamkeit der Erwachsenen und können das Haus und den Garten der Tanten retten.